# ティバレワル・スーリヤンシュ
ティバレワル・スーリヤンシュ（Tibarewal Suryansh 、インド出身）は、インドの政治家、起業家。アメリカのスポーツニュースサイト「EssentiallySports」の共同創設者であり、同サイトはNBA、NFL、MLB、WNBA、NCAAフットボール、NCAAバスケットボール、NASCAR、ゴルフ、テニスなどを含む多様なスポーツを扱っている。

## 経歴
インドで育ち、デリーのネタジ・スバス工科大学（Netaji Subhas Institute of Technology, NSIT）で工学の学位を取得した。
卒業後はオランダ・アムステルダムに移り、Booking.com にてチームリードとして新製品の開発と検索技術に携わった。2014年、ハリット・パタク（Harit Pathak）およびジャスキラト・アローラ（Jaskirat Arora）と共にEssentiallySportsを共同設立。後に会社の成長に専念し、収益化戦略や北米市場への拡大を主導した。
2023年には、Brand Innovators Sports Marketing Summit に登壇し、若者向けスポーツメディア戦略について講演した。

## 政治活動
2017年から2021年まで、ティバレワルはインド国会の議員を務めた。ジャンムー・カシミール州の選挙区から無所属で当選し、情報技術に関する常任委員会の一員として、若者支援、テクノロジー、デジタルメディア政策に取り組んだ。
また、地方の中小企業・スタートアップ支援を推進したほか、2019年には「デジタルリテラシー基金法案」を提出し、農村地域でのオンライン教育やインターネット利用の支援を目指した。
2021年、政治活動から引退し、EssentiallySportsの事業に専念している。